# Hjordkær
Hjordkær (dt.: Jordkirch) ist ein dänischer Ort mit 1605 Einwohnern in der Aabenraa Kommune, Region Syddanmark. Die Dorfkirche, ein spätgotisches Ziegel- und Feldsteingebäude, bildet den Mittelpunkt von Hjordkær Sogn.
Hjordkær ist in den vergangenen Jahrzehnten mit der nachbarsiedlung Nübel zusammengewachsen. Im Gegensatz zu vielen anderen Orten der Gegend ist die Einwohnerzahl im 20. Jahrhundert kontinuierlich gewachsen (1860: 785 Ew.; 1921: 1085 Ew.), vor allem durch die Nähe zu Aabenraa. Weitere Nachbarorte sind (im Uhrzeigersinn): im Süden Ensted (dt. Enstedt), Bjolderup und Ravsted (dt. Rapstedt), im Westen Hellevad (dt. Hellewatt) und im Norden Egvad (dt. Ekwatt) und Rise (dt. Ries).

## Geschichte
Das Radgrab von Hjordkær wurde nach Rødekro verlegt. 
Erstmals wurde Hjordkær 1196 als Hiortteker erwähnt. Der Name Hjordkær wird als sumpfige Gegend (Kær) mit Hirschen (Hjort) gedeutet. Im jüngeren deutschen Namen, der erstmals 1684 belegt ist, wird auf die Kirche hingewiesen. Das gleiche Phänomen findet sich bei Rabenkirchen/Ravnkær in Angeln, ansonsten wurde kær im Deutschen meist zu kjer.
Durch die Gemeinde zieht sich der alte jütische Haupthandelsweg Ochsenweg. Beim Hof Toldsted (dt. Tollstedt) nahe dem Dorf Nübel befand sich eine wichtige Zollstelle für den bis weit ins 19. Jahrhundert hinein bedeutenden Viehhandel.

## Wirtschaft und Verkehr
Als Geestgemeinde nicht mit reichen Böden ausgestattet, war Hjordkær nie besonders wohlhabend. Lange war der Anbau von Roggen und Gerste wichtigster Zweig der Landwirtschaft.
Doch auch zahlreiche Handwerksbetriebe und eine Maschinenfabrik gaben der Gemeinde lange ihr Gepräge. Der Auspendleranteil ist hoch, wobei viele in den Nachbarorten Bollersleben, Rothenkrug und Apenrade arbeiten.
Östlich des Ortes verläuft die Autobahn E 45. Die gut ausgebaute Sekundärroute 443 verbindet Hjordkær mit Apenrade und Tondern.
Bereits in den 1860er Jahren erhielt Hjordkær einen Bahnhof, um den sich bald eine große Siedlung bildete. Wie viele Bahnhöfe an der Bahnstrecke Flensburg–Fredericia wurde die Station Hjordkær 1974 stillgelegt, das Empfangsgebäude 1996 abgerissen. Der nächste Bahnhof liegt fünf Kilometer nördlich in Rødekro.